# 洛杉磯都會共享單車
洛杉磯都會共享單車（英語：Metro Bike Share）是加利福尼亞州洛杉磯都會區的公共自行車系統，於2016年7月7日開始營運，由洛杉磯郡都會運輸局管理。此系統約有1,400輛自行車，在洛杉磯市中心、威尼斯比奇和洛杉磯港、北好萊塢等地約有250個站點。

## 歷史
洛杉磯曾是美國十大城市中唯一一座沒有共享自行車的城市。洛杉磯市議會於2015年8月批准了在市中心設置共享自行車的計畫，並於2016年7月7日開始營運。這個計畫最初在洛杉磯市中心設置了1,000輛自行車和65個站點。

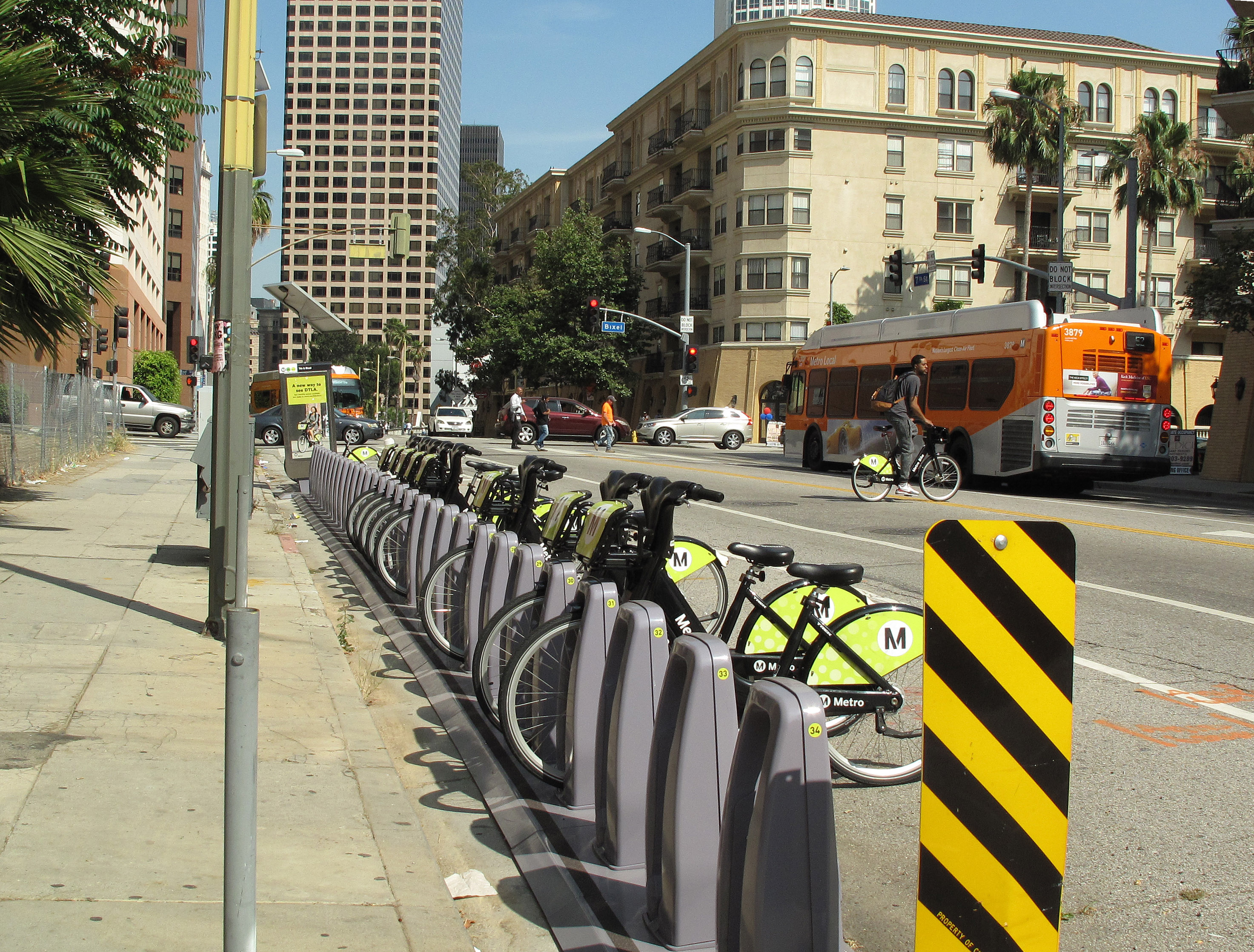
洛杉磯市中心的自行車站點

2017年7月，洛杉磯都會共享單車扩展到帕薩迪納和洛杉磯港，分别設置了30個和13個新站點。 同年9月進一步擴展到威尼斯比奇和聖莫尼卡地區，新增了15個站點。經過一年多的運營後，帕薩迪納的共享單車服務於2018年9月由於客流量低和運營成本高而宣告結束。
洛杉磯都會共享單車是美國第一個加入城市大眾運輸系統的公共自行車，允許騎士使用運輸連接通付款。騎士可以在地鐵巴士和火車和都會共享單車之間免費轉乘。

## 票價
洛杉磯都會共享單車的單次收費為每30分鐘1.75美元。他們還提供每天5美元、每月17美元和每年150美元的長期票卡，允許騎士無限次在30分鐘內騎乘共享單車，但是仍然必須在30分鐘後的每30分鐘支付1.75美元。此外，低收入戶在申請後可以獲得優惠。
騎士可以使用運輸連接通購買票卡，但他們必須為共享單車設置單獨的帳戶。騎士也可以在自行車站點使用信用卡購買票卡。
此外，如果騎士丟棄共享單車，會被處以2,500美元的罰鍰。

## 限制
洛杉磯都會共享單車的騎士必須年滿16歲，18歲以下的騎士則需要父母或監護人來購買票卡。

## 統計數據
洛杉磯都會共享單車目前共有約250個站點，130萬次租借次數，以及約740萬公里的騎行總里程。

## 外部連結
- 官方网站